# Campionati europei di ciclismo su pista - Scratch maschile

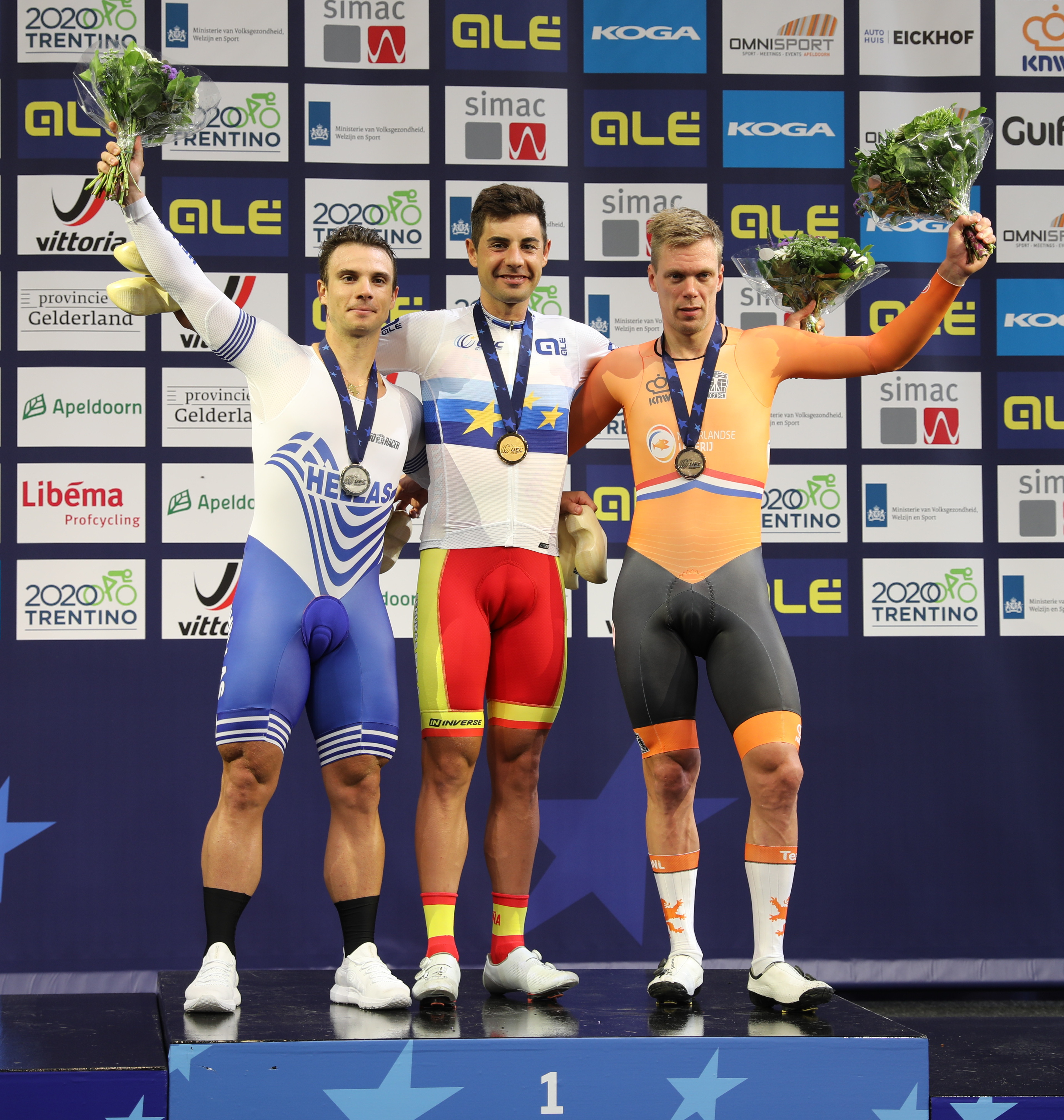
Il podio dell'edizione 2019: da sinistra Christos Volikakis, Sebastián Mora, Wim Stroetinga

Lo scratch maschile è una delle prove inserite nel programma dei campionati europei di ciclismo su pista. Gara open, si corre dall'edizione 2014 della manifestazione.

## Albo d'oro
Aggiornato all'edizione 2025.
| Anno | Vincitrice     | Secondo            | Terzo            |
| ---- | -------------- | ------------------ | ---------------- |
| 2014 | Otto Vergaerde | Eloy Teruel        | Ed Clancy        |
| 2015 | Sebastián Mora | Tristan Marguet    | Adrian Tekliński |
| 2016 | Gaël Suter     | Adrian Tekliński   | Wim Stroetinga   |
| 2017 | Adrien Garel   | Krisztian Lovassy  | Roman Hladyš     |
| 2018 | Roman Hladyš   | Adrien Garel       | Tristan Marguet  |
| 2019 | Sebastián Mora | Christos Volikakis | Wim Stroetinga   |
| 2020 | Iúri Leitão    | Roman Hladyš       | Oliver Wood      |
| 2021 | Rui Oliveira   | Vincent Hoppezak   | JB Murphy        |
| 2022 | Iúri Leitão    | Moritz Malcharek   | Roy Eefting      |
| 2023 | Oliver Wood    | Roy Eefting        | Donavan Grondin  |
| 2024 | Iúri Leitão    | Tim Wafler         | Tobias Hansen    |
| 2025 | Iúri Leitão    | Vincent Hoppezak   | William Tidball  |

## Medagliere
| Pos.   | Paese         | Oro | Argento | Bronzo | Totale |
| ------ | ------------- | --- | ------- | ------ | ------ |
| 1      | Portogallo    | 5   | 0       | 0      | 5      |
| 2      | Spagna        | 2   | 1       | 0      | 3      |
| 3      | Ucraina       | 1   | 1       | 1      | 3      |
| 3      | Svizzera      | 1   | 1       | 1      | 3      |
| 3      | Francia       | 1   | 1       | 1      | 3      |
| 6      | Gran Bretagna | 1   | 0       | 3      | 4      |
| 7      | Belgio        | 1   | 0       | 0      | 1      |
| 8      | Paesi Bassi   | 0   | 3       | 3      | 6      |
| 9      | Polonia       | 0   | 1       | 1      | 2      |
| 10     | Ungheria      | 0   | 1       | 0      | 2      |
| 10     | Grecia        | 0   | 1       | 0      | 1      |
| 10     | Germania      | 0   | 1       | 0      | 1      |
| 10     | Austria       | 0   | 1       | 0      | 1      |
| 14     | Irlanda       | 0   | 0       | 1      | 1      |
| 14     | Danimarca     | 0   | 0       | 1      | 1      |
| Totale | Totale        | 12  | 12      | 12     | 36     |

| Pos. | Atleta           | Oro | Argento | Bronzo | Totale |
| ---- | ---------------- | --- | ------- | ------ | ------ |
| 1    | Iúri Leitão      | 4   | 0       | 0      | 4      |
| 2    | Sebastián Mora   | 2   | 0       | 0      | 2      |
| 3    | Roman Hladyš     | 1   | 1       | 1      | 3      |
| 4    | Adrien Garel     | 1   | 1       | 0      | 2      |
| 5    | Oliver Wood      | 1   | 0       | 1      | 2      |
| 6    | Otto Vergaerde   | 1   | 0       | 0      | 1      |
| 6    | Gaël Suter       | 1   | 0       | 0      | 1      |
| 6    | Rui Oliveira     | 1   | 0       | 0      | 1      |
| 9    | Vincent Hoppezak | 0   | 2       | 0      | 2      |
| 10   | Tristan Marguet  | 0   | 1       | 1      | 2      |
| 10   | Adrian Tekliński | 0   | 1       | 1      | 2      |
| 10   | Roy Eefting      | 0   | 1       | 1      | 2      |